# Louise Bagnall
Louise Bagnall é uma animadora americana. Como reconhecimento, foi nomeada ao Óscar 2019 na categoria de Melhor Animação em Curta-metragem por Late Afternoon (2018).